# 侯爾坦絲·曼奇尼

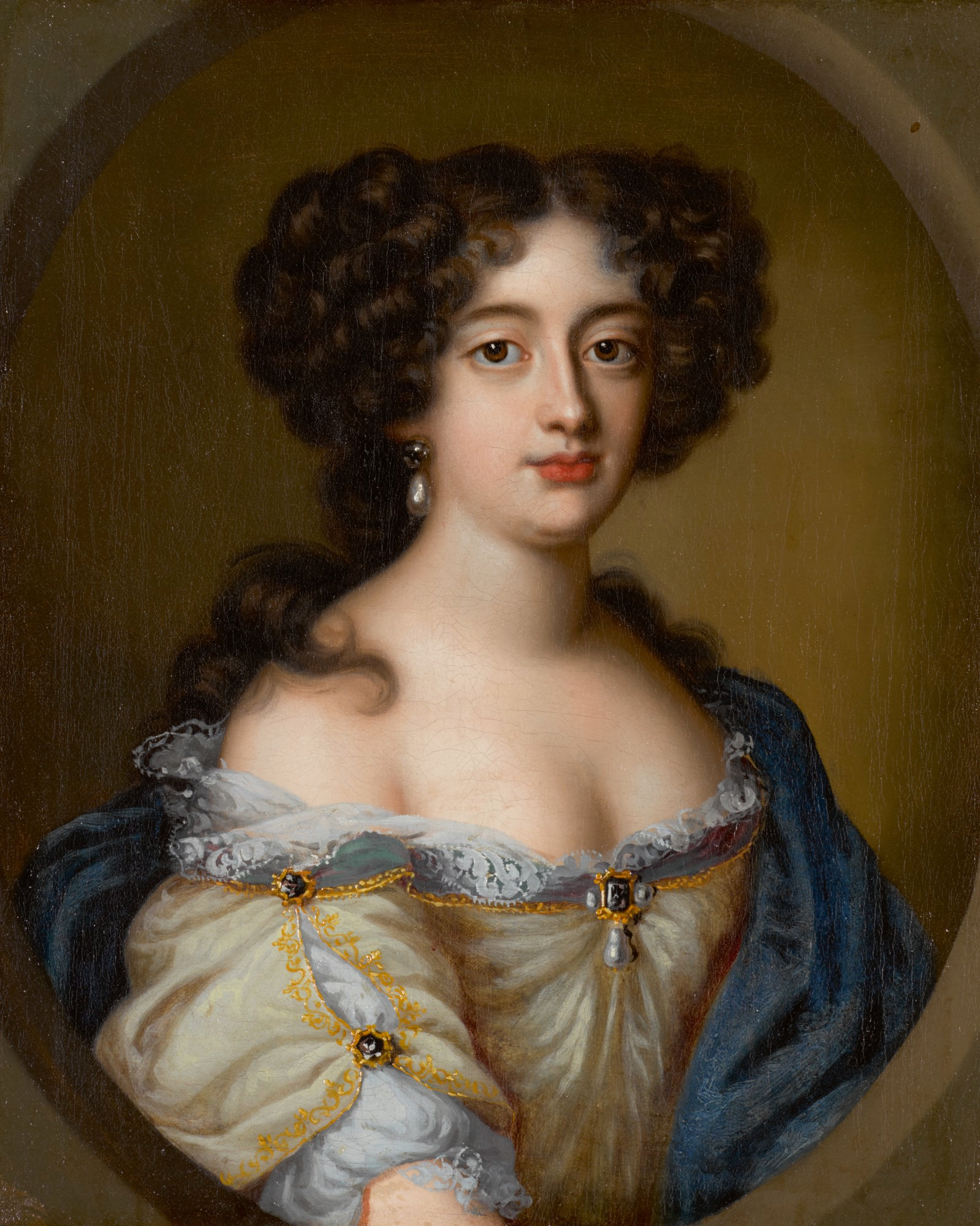
侯爾坦絲·曼奇尼的肖像

侯爾坦絲·曼奇尼（法語：Hortense Mancini，1646年6月6日—1699年7月2日），馬薩林公爵夫人（Duchesse de Mazarin），英國國王查理二世的王室情婦。

## 生平
侯爾坦絲出生於義大利，在家中五姊妹排行第四。幼時父親去世，其母為了利用兄弟馬薩林紅衣主教替兒女們找到好婚事，舉家搬至法國巴黎。
1659年，流亡中的查理二世向侯爾坦絲求婚，但馬薩林紅衣主教不看好他的前程，拒絕了這門親事，當1660年查理二世於倫敦登基時，馬薩林相當懊悔。1661年3月1日，侯爾坦絲與拉梅里埃公爵成親。拉梅里埃公爵透過這門婚姻獲封馬薩林公爵，並在馬薩林紅衣主教死後獲得了妻子所繼承的龐大財產。拉梅里埃公爵是個行為變態的虐待狂，他敲掉家中女僕的牙齒，並強迫侯爾坦絲不停地禱告。最終侯爾坦絲離開丈夫。
1668年侯爾坦絲逃到羅馬，路易十四和她從前的追求者薩渥伊公爵都宣稱自己是她的保護者，路易十四並提撥每年24,000里弗爾的贍養費給她。但薩渥伊公爵死後，侯爾坦絲的丈夫凍結了她所有財產，包括贍養費，使侯爾坦絲走投無路。此時英國駐法國大使拉爾夫·蒙塔古向侯爾坦絲提議，讓侯爾坦絲成為英國的王室情婦，並幫助他自己的仕途。
1675年侯爾坦絲到了英國，隔年她成為查理二世的王室情婦。

## 晚年
查理二世去世後，侯爾坦絲仍留在英國，她主持了一個知識份子的沙龍，時常邀請詩人及學者。她是法國第一批出版自己回憶錄的女性之一
。